# 이수그룹
이수그룹(ISU Group, 梨樹그룹)은 1969년 설립된 이수화학을 모태로 ‘삶에 풍요와 편리를 더하는 아름다운 미래 창조’의 경영이념을 실천함으로써 인류 사회의 발전에 기여해 왔다.
이수그룹은 설립 이후 50여년 간 11개의 계열사와 함께 화학, IT, 건설, 바이오, 스마트팜 분야 등으로 사업을 다각화하며 성장을 거듭해 왔다. 친환경 세제 원료 생산, 첨단 IT 제품 생산, 편리한 주거공간과 도로, 플랜트 등 사회기반시설의 건설, 국민건강 향상을 위한 의약품 개발까지 우리 생활 곳곳에서 인류의 삶을 풍요롭고 편리하게 만들기 위한 활동을 계속해오고 있다.

## 연혁
1969년 1월 자본금 245억 원으로 설립된 이수화학공업주식회사가 모체다.
1996년 4월 CI 선포 후 지주사 형태의 그룹 체제를 본격화했다. 본사는 서울특별시 서초구 반포동에 있다.

## 계열사
- (주)이수 - 지주회사
- 이수화학
- 이수페타시스
- 이수건설
- 이수시스템
- 이수창업투자
- 이수앱지스
- 이수엑사켐
- 이수엑사보드
- 토다이수
- 이수C&E
- 이수AMC

## 같이 보기
- 대한민국의 경제
- 재벌